# NEEM
North Greenland Eemian Ice Drilling (forkortet NEEM) var et internationalt forskningsprojekt på Grønlands indlandsis i Grønlands Nationalpark, med det mål at udbore en iskerne. Man borede igennem ca. 2.550 meter tyk is ned til grundfjeldet for at finde en iskerne, der rækker tilbage igennem forrige mellemistid, Eem. Boringerne blev foretagt ca. 500 km øst for Thule Air Base. Logistikken blev ledet af det danske Center for Is og Klima ved Niels Bohr Institutet,
Københavns Universitet.
Flyvningerne til lejren gennemførtes med Hercules-flyvemaskiner i samarbejde med US Office of Polar Programs, National Science Foundation. Efter Camp Century lukkede i 1966, har der været flere iskerneprojekter på Grønlands indlandsis.
I 2008- bestod NEEM-lejren af flere bygninger foruden en række haller under isens overflade til iskerneboring og -analyse.
Den 26. juli 2010 nåede boringen grundfjeldet på 2537,36 meter.
Boringen blev afsluttet i 2012, men det videnskabelige arbejde med behandling og fortolkning af data er fortsat i gang.
I 2015 blev udstyret trukket over isen til boreprojektet EastGRIP. I dette projekt bores en iskerne gennem den nordøstgrønlandske isstrøm.

## Eksterne kilder og henvisninger
- Projektets hjemmeside
- NEEM-side fra Center for Is og Klima Arkiveret 28. september 2011 hos  Wayback Machine